# Dick Städtler

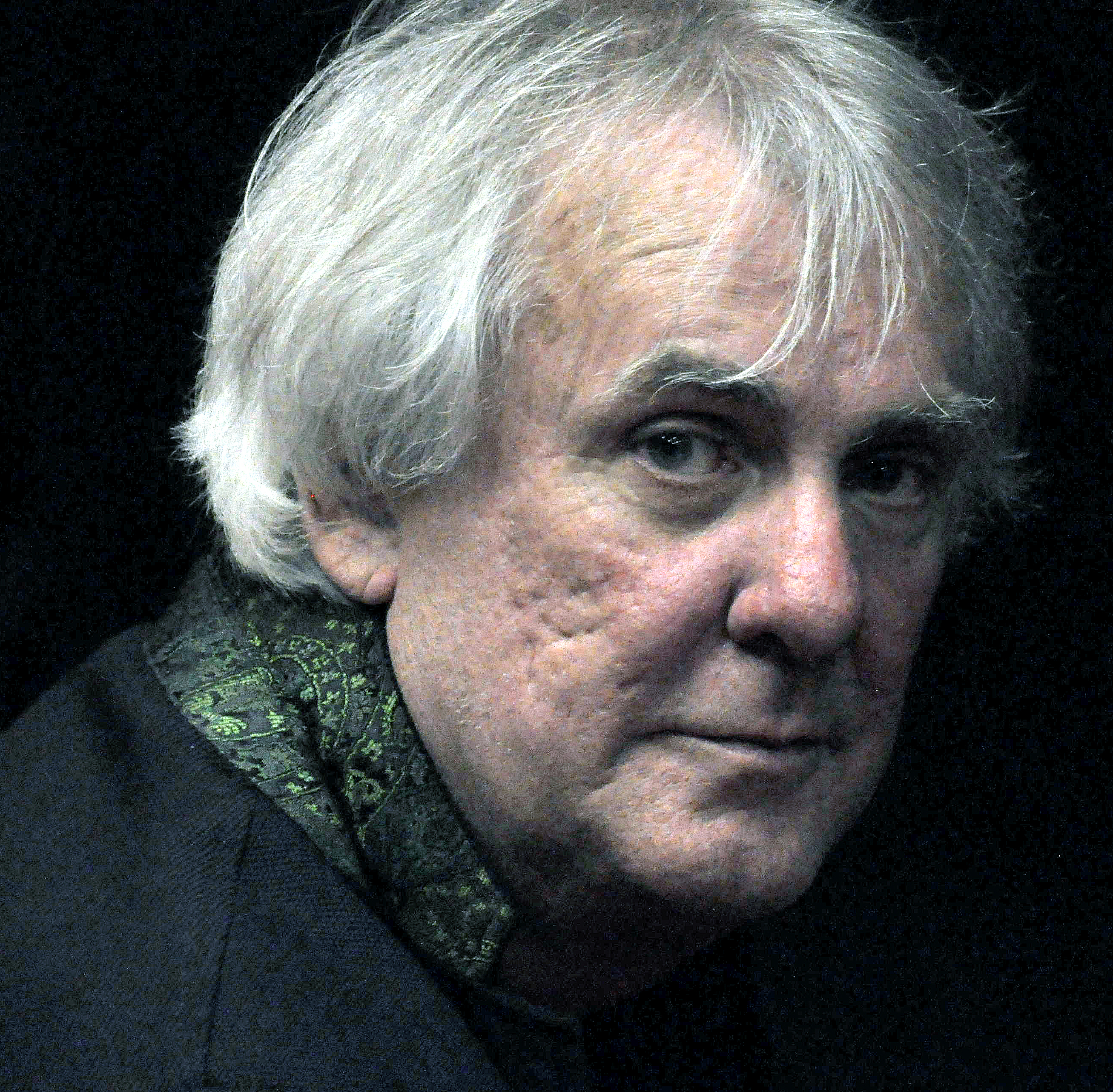
Dick Städtler im Jahr 2014

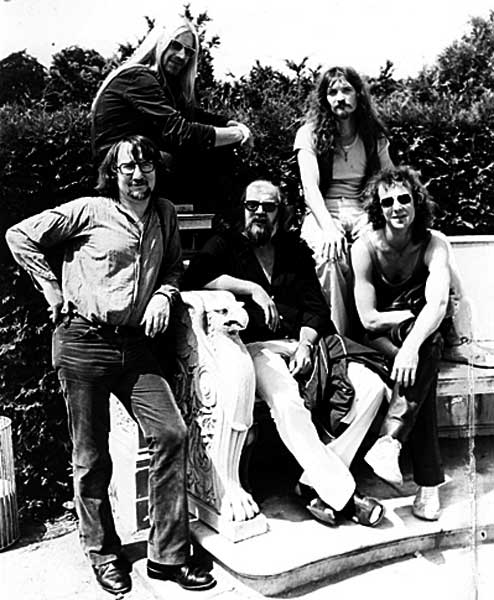
Dick Städtler (erster von rechts) mit Floh de Cologne im Jahr 1978

Dick Städtler (* 12. Dezember 1948 in Hilden, Rheinland) ist ein deutscher Komponist, Regisseur und Chorleiter.

## Studium und Ausbildung
In früher Kindheit nahm er Klavierunterricht und übte Schlagzeug. Nach dem Abitur studierte er Theaterwissenschaften an der Universität zu Köln und Kompositionstechnik an der Musikhochschule Köln.

## Leben
Städtler war 15 Jahre auf Tournee mit dem Rock-Kabarett Floh de Cologne. Sieben Jahre machte er literarisch-musikalisches Kabarett mit Helmut Ruge (Fernsehmitschnitte durch SWF, SDR, SFB, ZDF, WDR). Er wirkte an einer Vielzahl von Fernsehspielen, Theaterstücken und Musicals mit. Er trat u. a. am Schauspielhaus Köln, an den Stadttheatern Ulm und Essen sowie am Staatstheater Wiesbaden auf. 2008 führte er Regie für das Musikmärchen Rotkäppchen. Im Team mit Vridolin Enxing, Claus-Peter Lieckfeld und ab 1999 auch Theo König gehörte er zu den Gründern des International Munich Artlab und war wesentlich an der Produktion des Hiphop-Musicals WestEndOpera in München beteiligt. Im Juli 2012 wirkte er am Tollwood-Festival in München mit. 2024 führte er die Regie in dem ersten deutschsprachigen Hörbuch von Lucia St. Clair Robson: Die mit dem Wind reitet (Ride the Wind), Produktion: Vridolin Enxing, Sprecherin: Jutta Schmuttermaier. Mittlerweile wohnt er in München.

## Ehrungen
1980 erhielt er in Mainz den Deutschen Kleinkunstpreis für seine Tätigkeit bei Floh de Cologne.